# مله‌کبود (بروجرد)
مَلِه‌کبود روستایی است قدیمی با قدمت بالا در شهرستان بروجرد در استان لرستان. این روستا در دهستان همت‌آباد در بخش مرکزی این شهرستان قرار دارد و آب و هوای آن سرد و کوهستانی است.
بنابر سرشماری مرکز آمار ایران، در سال ۱۳۸۵ تنها یک خانواده در این روستا زندگی می‌کرد، اند اما به دلیل آب و هوای عالی برای کشاورزی و سرسبزی برای دامداری، خانواده‌های جدیدی اضافه شدند.
این روستا اکثرا از ایل بیرانوند و طایفه بزرگ سبزعلی هستند.
شمال این روستا رشته کوه گرین و کوه چهارشاخ وجود دارد.